# Lasja Bekaoeri
Lasja Bekaoeri (Archiloskalo, 26 juli 2000) is een judoka uit Georgië. Bekaoeri won tijdens de Olympische Zomerspelen van 2020 de gouden medaille in het middengewicht.

## Resultaten

### Olympische Zomerspelen
| Editie | Plaats | Resultaten    |
| ------ | ------ | ------------- |
| 2021   | Tokio  | middengewicht |

### Wereldkampioenschappen
| Jaar | Plaats   | Resultaten                   |
| ---- | -------- | ---------------------------- |
| 2022 | Tasjkent | middengewicht                |
| 2023 | Doha     | middengewicht · gemengd team |

### Europese kampioenschappen
| Jaar | Plaats      | Resultaten    |
| ---- | ----------- | ------------- |
| 2021 | Lissabon    | middengewicht |
| 2023 | Montpellier | middengewicht |
| 2024 | Zagreb      | middengewicht |

1964: Isao Okano ·
1972: Shinobu Sekine ·
1976: Isamu Sonoda ·
1980: Jürg Röthlisberger ·
1984: Peter Seisenbacher ·
1988: Peter Seisenbacher ·
1992: Waldemar Legień ·
1996: Jeon Ki-Young ·
2000: Mark Huizinga ·
2004: Zoerab Zviadaoeri ·
2008: Irakli Tsirekidze · 
2012: Song Dae-nam · 
2016: Mashu Baker · 
2020: Lasja Bekaoeri · 
2024: Lasja Bekaoeri